# Выпуклое отношение предпочтения
Выпуклое отношение предпочтения — отношения предпочтения, в котором любая комбинация двух наборов благ предпочтительнее, чем каждый из наборов по отдельности. Если комбинация строго предпочтительнее, то отношение является строго выпуклым. Если комбинация не хуже, то отношение является нестрого выпуклым.
Содержательно выпуклость означает, что потребитель любит комбинации благ больше, чем любое благо по отдельности. С математической точки зрения, множество всех наборов благ, не менее предпочтительных, чем данный набор, является выпуклым множеством. Следствием выпуклости является убывающая предельная полезность. 

## Определение
Пусть имеются два потребительских набора, которые эквивалентны для потребителя (связаны отношением безразличия). Например, набор {\displaystyle x} из двух одинаковых пачек кофе и набор {\displaystyle y} из двух одинаковых пачек чая, и оба набора одинаково хороши ({\displaystyle x\sim y}). Тогда можно ожидать, то средний набор {\displaystyle z=(x+y)/2}, составленный из одной пачки кофе и одной пачки чая, окажется по крайней мере не хуже ({\displaystyle z\succeq x,z\succeq y}). Чай и кофе являются неполными субститутами. В случае взаимодополняющих благ это свойство является ещё более естественным. Например, чай и сахар.
В более общей формулировке любая комбинация благ не хуже или строго лучше первоначального набора. Если {\displaystyle x} и {\displaystyle y} — два набора из множества допустимых альтернатив, то для нестрого выпуклого предпочтения выполнено условие:
{\displaystyle \alpha x+(1-\alpha )y\succsim x,\,\alpha \in (0,1)}
Для строго выпуклого предпочтения выполнено условие:
{\displaystyle \alpha x+(1-\alpha )y\succ x,\,\alpha \in (0,1)}

## Свойства
Если существует функция полезности, представляющая выпуклые предпочтения, то она является квазивогнутой. 
Пусть множество допустимых альтернатив {\displaystyle X} является выпуклым множеством. Для произвольного набора {\displaystyle x\in X} рассмотрим множество {\displaystyle F_{x}={\big \{}y\in X:y\succeq x{\big \}}} наборов, которые не хуже, чем {\displaystyle x}. Отношение предпочтения называется выпуклым, если {\displaystyle F_{x}} является выпуклым, и называется строго выпуклым, если {\displaystyle F_{x}} является также строго выпуклым.
Кривые безразличия монотонного, непрерывного и выпуклого отношения предпочтения являются нисходящими и выпуклыми (к началу координат) кривыми.
Выпуклость отношения предпочтения является важным в исследовании существования и единственности решения задачи максимизации полезности потребителя. Строгая выпуклость гарантирует единственность решения.